# Referendarii Teodoro
Con este nombre se conoce a un miembro de la administración imperial del Imperio Bizantino que ocupó su cargo durante el gobierno del emperador Justiniano I en los años 541 al 543. El historiador de la iglesia Juan de Éfeso nos señalar como Teodoro era uno de los principales funcionarios de la ciudad de Constantinopla y como el emperador Justiniano le encargó tomar medidas para solucionar el problema de la peste bubónica en la ciudad, que se conoce popularmente como Plaga de Justiniano. Teodoro, siguiendo las instrucciones del emperador realizó grandes fosas comunes para colocar los cadáveres al norte de la ciudad, al otro lado del mar y del Cuerno de Oro. Teodoro gastó grandes cantidades de dinero tanto del Imperio como suyas propias para contratar a personas que cavaran estas fosas y trasladaran los cadáveres.
Se desconoce si Teodoro es el mismo Teodoro,  Prefecto de la ciudad de Constantinopla, y que ocupó su cargo durante el gobierno de Justiniano y que destacó según las fuentes por su crueldad y severidad. Los referendarios eran oficiales que le informaban al emperador sobre los memoriales de los peticionarios, y llevaban a los jueces las órdenes del emperador en relación con tales memoriales.